# Jackie Mittoo
Jackie Mittoo, pseudonimo di Donat Roy Mittoo (Browns Town, 3 marzo 1948 – Toronto, 16 dicembre 1990), è stato un cantautore e produttore discografico giamaicano di musica reggae.
È stato uno dei membri fondatori degli Skatalites e talent scout di giovani musicisti attraverso il suo lavoro di direttore musicale presso l'etichetta discografica Studio One.

## Biografia
Nato a Browns Town, nella Parrocchia di Saint Ann, ha imparato a suonare il pianoforte all'età di quattro anni sotto la tutela della nonna.
Negli anni sessanta è membro degli Skatalites, dei The Rivals, The Sheiks, dei Soul Brothers e dei Soul Vendors.
Tra i contributi di Mittoo nella seconda metà degli anni '60 ci sono i brani Darker Shade of Black (la base di Pass the Tu Sheng Peng di Frankie Paul), Bobby Babylon di Freddie McGregor, I'm Still in Love with You di Alton Ellis, l'inno rocksteady Baby Why dei The Cables e il primo successo di Marcia Griffiths, Fell Like Jumping.
Tra il 1968 e il 1969 ha suonato per Lloyd Matador Daley.
Emigra a Toronto, in Canada alla fine degli anni 60. Qui registra tre album, Wishbone (Summus), Reggae magic (CTL) e Let's Put It All Together (CTL), oltre a creare l'etichetta discografica Stine-Jac e un negozio di dischi.
Nel 1970 i Wailers, da una cover della sua canzone Peanie Wallie, ottengono il successo con Duppy Conqueror.
Suona per tutti gli anni 70 nei locali di Toronto e coadiuva vari musicisti reggae di Toronto, compresi Earth, Wind and Fire, Esso Jaxxon (R. Zee Jackson), Carl Harvey, Lord Tanamo, Boyo Hammond, Carl Otway, The Sattalites and Jackie James.
Negli anni '70 Mittoo continua inoltre a registrare per i produttori giamaicani, principalmente per Bunny Lee.
Negli anni '80 lavora regolarmente con Sugar Minott. Nel 1989, Mittoo partecipa alla riunione degli Skatalites, ma i problemi di salute presto lo costringono ad abbandonarli.
Nel 1989 registra Wild Jockey per l'etichetta Wackies di Lloyd Barnes.
Mittoo è ricoverato in ospedale il 12 dicembre 1990 e muore di cancro il 16 dicembre all'età di 42 anni.
Il suo funerale è stato tenuto alla National Arena di Kingston il 2 gennaio 1991 alla presenza di Hortense Ellis, Neville Tinga Stewart, Desmond Young, Ruddy Thomas, Tommy Cowan, Coxsone Dodd tra gli altri.
Un concerto commemorativo è stato tenuto nello stesso periodo, con l'esibizione di Vin Gordon, Leroy "Horsemouth" Wallace, Glen Bagga Fagan, Pablo Black, Robert Lynn, Michael Ibo Cooper, Ken Boothe, Delroy Wilson, Carlene Davis, Tinga Stewart e altri.

## Discografia

### Album
- 1967 - In London [live] - Coxsone's Music City
- 1968 - Evening time - Coxsone
- 1969 - Now - Studio One
- 1969 - Keep on dancing - Coxsone
- 1970 - Jackie Mittoo Now - Bamboo
- 1971 - Macka Fat - Studio One
- 1975 - Let's Put It All Together - United Artists
- 1977 - Hot Blood - Third World Records
- 1977 - Show Case Vol 3 - Abraham Records
- 1978 - In Cold Blood - Third World Records
- 1978 - The Jackie Mittoo Showcase - Sonic Sounds

### Album/raccolte postumi
- 1995 - The Keyboard Legend - Sonic Sounds
- 1998 - Showcase - Culture Press - Enregistré entre 1976 et 1978
- 2000 - The Keyboard King At Studio One - Universal Sounds
- 2003 - Champion in the arena - Enregistré en 1976 et 1977
- 2003 - Drum Song - Attack Records - Enregistré dans les années 70
- 2004 - Last Train To Skaville - Soul Jazz Records
- 1995 - Tribute to Jackie Mittoo - Heartbeat